# Château de Sachsenburg
Pour les articles homonymes, voir Sachsenburg (homonymie).
Le château de Sachsenburg (Schloß Sachsenburg) est un château de style gothique tardif situé en haut d'une falaise au-dessus de la Zschopau, près de Frankenberg en Saxe (Allemagne).

## Historique
Les seigneurs de Sachsenburg sont cités dans les textes en 1197. Un château fort est construit à cet endroit au début du XIIIe siècle par les seigneurs de Mildenstein et se trouve en possession de la Maison de Wettin en 1232. Il est rebâti en 1480 sous sa forme actuelle et sert à défendre et protéger les mines de cuivre de la région. Après avoir été la propriété de chevaliers de Döbeln, les domaines sont acquis en 1368 par la famille von Schönberg. Caspar von Schönberg fait reconstruire le château par Hans Reynart sur les restes de l'ancien château fort. Il assure la défense d'une dizaine de villages au XVIIe siècle. Il est saccagé et endommagé pendant la guerre de Trente Ans.
Le château devient une maison de redressement pour jeunes filles en 1864. Les bâtiments demeurent un lieu d'incarcération jusqu'en 1926. Pendant la Première Guerre mondiale, il sert de prison à des prisonniers de guerre russes, dont beaucoup étaient d'anciens élèves ou professeurs de l'École des mines de Freiberg (Saxe), ainsi qu'à des Serbes ou Anglais. Il devient ensuite une école de district, puis en 1933 pendant une courte période un camp d'internement politique, pendant que l'on construit le camp de concentration pour internés politiques dans l'ancienne filature à côté, et ensuite vers 1935 une école féminine de la NSDAP pour la Frauenschaft. À la fin de la Seconde Guerre mondiale, il abrite une filiale de l'institut Robert Koch pour la recherche bactériologique dénommée institut de microbiologie de la Wehrmacht. Le château accueille ensuite des centaines de réfugiés expulsés des anciens territoires de l'est (Prusse, Silésie, etc.) devenus polonais, soviétiques ou tchécoslovaques. De 1947 à 1967, les autorités y installent à nouveau une maison de redressement (Jugendwerkhof) et à partir de 1968 une colonie de vacances et une école pour les enfants des travailleurs des combinats industriels de la région.

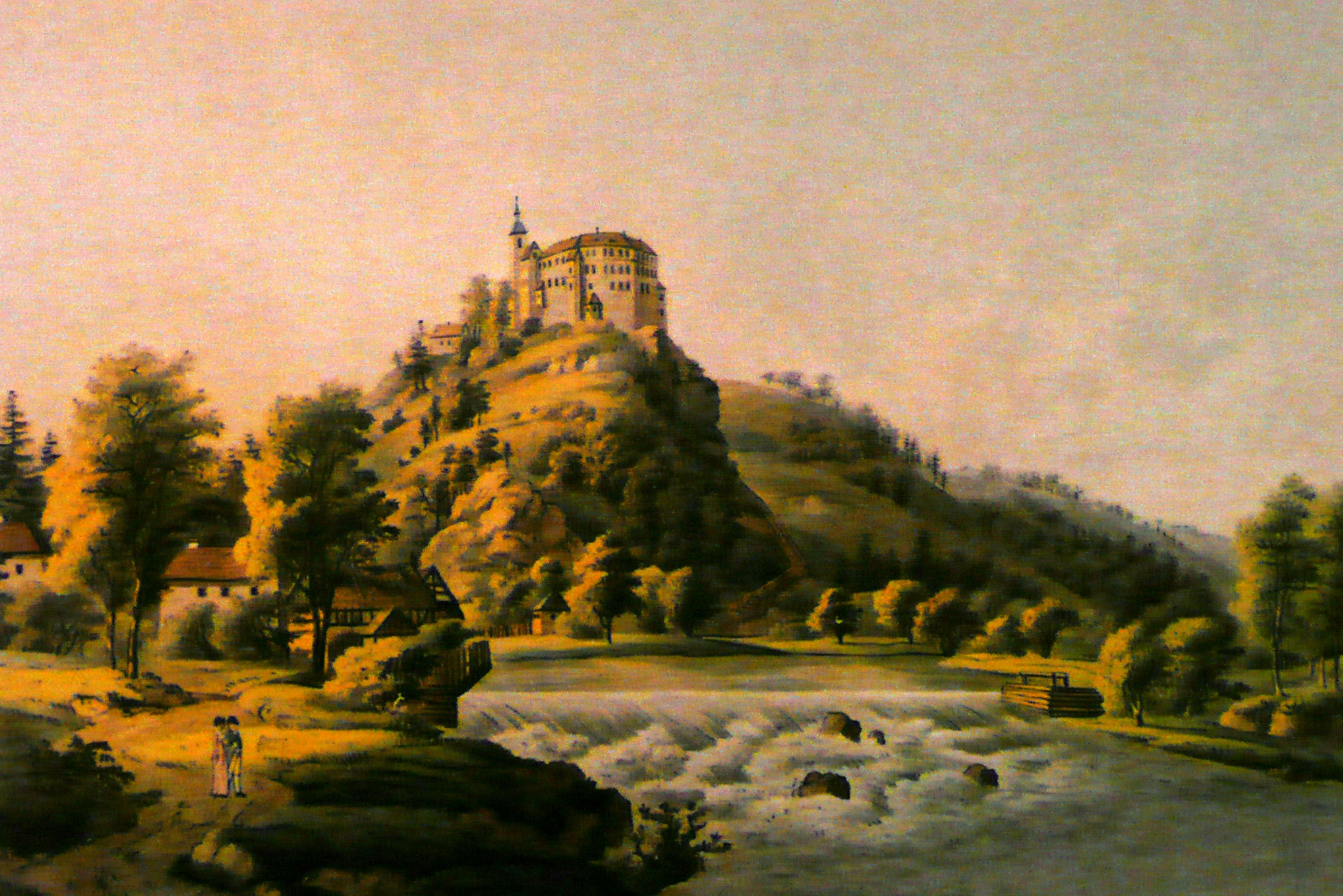
Le château vers 1800, par Carl August Wizani (1767-1818)

Le château a été vendu en 1990 pour un mark symbolique à la compagnie de brasserie Stuttgarter Hofbräu AG, mais les lois de restitution l'attribuent en 1993 à la commune de Sachsenburg qui fusionne en 1994 avec la ville de Frankenberg. Cette dernière l'achète en 2001 et le restaure. Le château est aujourd'hui un lieu d'exposition sur l'histoire de la région, la collection du peintre Leo Lessig, et un musée médiéval.